# William J. Green junior

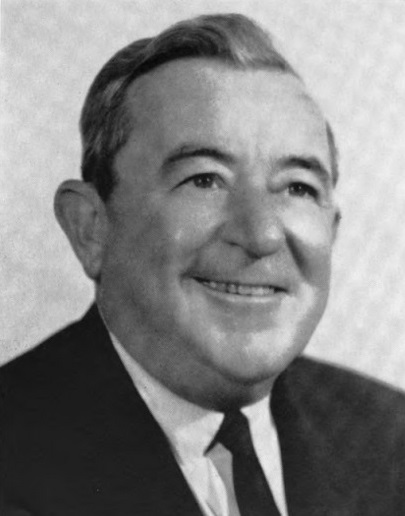
William J. Green junior

William Joseph Green Jr. (* 5. März 1910 in Philadelphia, Pennsylvania; † 21. Dezember 1963 ebenda) war ein US-amerikanischer Politiker. Zwischen 1945 und 1947 sowie nochmals von 1949 bis 1963 vertrat er den Bundesstaat Pennsylvania im US-Repräsentantenhaus.

## Leben
William Green besuchte die öffentlichen Schulen seiner Heimat und die St. Joseph’s Preparatory School sowie das Saint Joseph’s College in Philadelphia. Seit 1937 arbeitete er in seiner Heimatstadt in der Versicherungsbranche. Während des Zweiten Weltkrieges diente er zwischen März und Dezember 1944 in der US Army. Politisch war er Mitglied der Demokratischen Partei.
Bei den Kongresswahlen des Jahres 1944 wurde Green im fünften Wahlbezirk von Pennsylvania in das US-Repräsentantenhaus in Washington, D.C. gewählt, wo er am 3. Januar 1945 die Nachfolge des Republikaners C. Frederick Pracht antrat. Da er im Jahr 1946 gegen George W. Sarbacher verlor, konnte er bis zum 3. Januar 1947 zunächst nur eine Legislaturperiode im Kongress absolvieren. Bei den Wahlen des Jahres 1948 wurde Green erneut im fünften Distrikt seines Staates in den Kongress gewählt, wo er am 3. Januar 1949 Sarbacher wieder ablöste. Nach sieben Wiederwahlen konnte er bis zu seinem Tod am 21. Dezember 1963 im Parlament verbleiben. In seine Zeit im Kongress fielen das Ende des Zweiten Weltkriegs, der Beginn des Kalten Krieges, der Koreakrieg und innenpolitisch die Bürgerrechtsbewegung. Nach einer Sonderwahl übernahm Greens Sohn William (* 1938) dessen Mandat.